# Dzwonkówka drobniutka
Dzwonkówka drobniutka (Entoloma minutum (P. Karst.) Noordel.) – gatunek grzybów z rodziny dzwonkówkowatych (Entolomataceae).

## Systematyka i nazewnictwo
Pozycja w klasyfikacji według Index Fungorum: Entoloma, Entolomataceae, Agaricales, Agaricomycetidae, Agaricomycetes, Agaricomycotina, Basidiomycota, Fungi.
Po raz pierwszy opisał go w 1879 r. Petter Adolf Karsten, nadając mu nazwę Nolanea minuta. W 1979 r. Machiel Evert Noordeloos przeniósł go do rodzaju Entoloma. Niektóre inne synonimy:
- Rhodophyllus minutus (P. Karst.) J.E. Lange 1921
- Rhodophyllus minutus var. polymorphus Romagn. 1954

W 1999 r. Władysław Wojewoda nadał mu polską nazwę wieruszka drobniutka, w 2003 r. zarekomendował nazwę dzwonkówka drobniutka.

## Morfologia
Kapelusz o średniucy 0,5–3 cm, początkowo stożkowaty, następnie rozpostarty, z garbkiem na wierzchołku, higrofaniczny z prążkowanym brzegiem, jasnobrązowy do beżowożółtawego. Blaszki początkowo białawe, a następnie różowe. Trzon smukły, w kolorze kapelusza, gładki do lekko włóknistego, z biało filcowatą podstawą. Zapach i smak niewyraźny.
Zarodniki 8–11 × 6,5–8,5(9) μm. Brak cheilocystyd. W hymenium występują na strzępkach sprzążki, rzadko spotykane w innych miejscach.

## Występowanie i siedlisko
W Europie podano wiele stanowisk i jest tu szeroko rozprzestrzeniony. Jego zasięg sięga od Islandii po wschodnie krańce Europy, na północy po archipelag Svalbard. Poza Europą podano pojedyncze miejsca jego występowania w Ameryce Północnej i w azjatyckich terenach Federacji Rosyjskiej. W Polsce W. Wojewoda w 2003 r. przytoczył 5 stanowisk, w późniejszych latach podano wiele następnych.
Grzyb naziemny, prawdopodobnie mykoryzowy. Występuje na polanach w liściastych lasach i na torfowiskach wysokich, zazwyczaj w wilgotnym środowisku. Owocniki od lata do jesieni.